# Spermacoce caudata
Spermacoce caudata är en måreväxtart som beskrevs av Harwood. Spermacoce caudata ingår i släktet Spermacoce och familjen måreväxter. Inga underarter finns listade i Catalogue of Life.